# Carlos Milcíades Villalba Aquino
Carlos Milcíades Villalba Aquino (* 22. August  1924 in San Pedro de Ycuámandyjú; † 8. Januar 2016 in Asunción) war ein paraguayischer Geistlicher und römisch-katholischer Bischof von San Juan Bautista de las Misiones in Paraguay.

## Leben
Carlos Milcíades Villalba Aquino empfing nach seiner philosophischen und theologischen Ausbildung am Diözesanseminar des Bistums San Pedro am 28. November 1948 die Priesterweihe.
Papst Paul VI. ernannte ihn am 25. Juli 1978 zum Bischof von San Juan Bautista. Der Apostolische Nuntius in Paraguay, Erzbischof Joseph Mees, spendete ihm am 6. August 1978 die Bischofsweihe; Mitkonsekratoren waren Aníbal Maricevich Fleitas, Bischof von Concepción en Paraguay, und Jorge Adolfo Carlos Livieres Banks, Weihbischof in Asunción.
Er war 1984 der Begründer des ersten Benediktinerklosters in Paraguay.
Am 22. Juli 1999 nahm Papst Johannes Paul II. seinen altersbedingten Rücktritt an.